# 舞浜駅

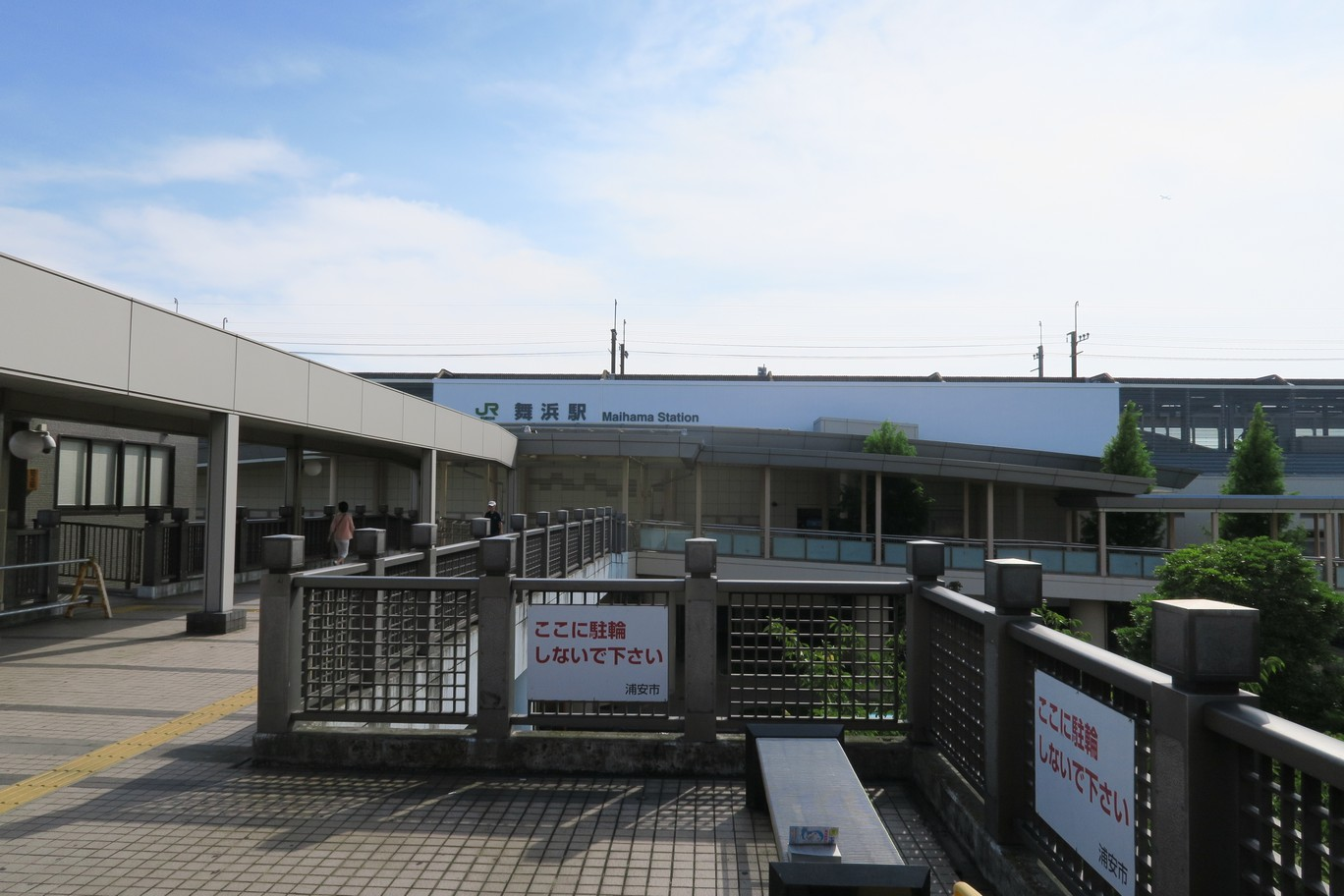
北口（2015年9月）

舞浜駅（まいはまえき）は、千葉県浦安市舞浜にある、東日本旅客鉄道（JR東日本）京葉線の駅。京葉線の列車のほか、西船橋駅から武蔵野線に乗り入れる列車も停車する。駅番号はJE 07。ディズニーリゾートライン（リゾートゲートウェイ・ステーション）への乗換駅。関東の駅百選認定駅。

## 歴史
- 1988年（昭和63年）12月1日：開業[新聞 1][新聞 2]。
- 1999年（平成11年）：関東の駅百選に選定。選定理由は「東京ディズニーランドへの期待感を抱かせる駅」[1][2]。
- 2001年（平成13年）
  - 7月23日：駅舎改築工事竣工により北口が開設。
  - 11月18日：ICカード「Suica」の利用が可能となる[報道 1]。
- 2004年（平成16年）
  - 2月29日：当駅に隣接するホテル「ホテルドリームゲート舞浜」が開業[報道 2][3]。
  - 6月14日：発車メロディを導入。
- 2009年（平成21年）8月1日：トイレの改修工事が完了。車いす専用トイレが増設される。
- 2015年（平成27年）3月7日：エレベーター増設。30人乗りの大型のものを追加設置。既存設備は並存。
- 2016年（平成28年）3月31日：コンコースがリニューアルされる[報道 3]。
- 2017年（平成29年）12月18日：当駅に隣接するホテル「ホテルドリームゲート舞浜アネックス」が開業[報道 4]。
- 2022年（令和4年）1月29日：混雑緩和を目的に、ホームの延伸および列車停車位置の変更を実施[報道 5][報道 6]。

### 駅名の由来
当初は西浦安（にしうらやす）という名称で計画されていた。当時発行された東京ディズニーランドのガイドマップにも「西浦安駅（仮称）」と記され、「西浦安」の名残りは若潮通りの正式名称である千葉県道276号西浦安停車場線に残っている。
京葉線延伸開業の際に、駅名には地元住民の意向を尊重する方針をJR東日本が出しており、浦安市による公募も行われている。公募には「浦安西海岸」「舞浜リゾート」といった名称もあった。「東京」を除いた「ディズニーランド駅」とすることで千葉県、浦安市、TDRを経営・運営するオリエンタルランド (OLC)、JR東日本間で了承が得られたが、ディズニー全般の版権を管理しているウォルト・ディズニー・プロダクションに確認を行った結果、ディズニーランドとは関係を持たない駅前の商業施設などに「ディズニーランド駅前店」というような名前が付く恐れがあり、例えば、風俗店やパチンコ店などに「ディズニーランド駅前店」という名称を使用されると「夢」を売ることを事業としているディズニーランドの印象が悪くなってしまうことから、ウォルト・ディズニー・プロダクションの了承を得ることができなかった。なお、「浦安西海岸」「舞浜リゾート」の名称は浦安市史に記載されているが、「ディズニーランド駅」の名称および、ウォルト・ディズニー・プロダクションからの反対については浦安市史に記載されていない。
最終的には所在地の名を採って「舞浜駅」に変更された。なお、浦安市公式サイトによれば「舞浜」の地名は、日本の伝統的な神楽舞「浦安の舞」から取られたとされている。
なお、2005年に開業した香港ディズニーランド・リゾート、2016年に開業した上海ディズニーリゾートでは、ともに最寄り駅に「ディズニー（中国語表記で迪士尼）」の名称が付けられている。

## 駅構造
島式ホーム1面2線を有する高架駅。高架下に駅舎を持つ。高架下には駅舎に隣接してJR東日本グループの日本ホテルが運営するホテル「ホテルドリームゲート舞浜」「ホテルドリームゲート舞浜アネックス」がある。
新浦安営業統括センター管内の直営駅で副所長兼駅長が配置されており、みどりの窓口・自動券売機・指定席券売機・自動改札機・自動精算機などが設置されている。
東京ディズニーリゾート（TDR）の最寄り駅であるため、東京ディズニーランド（TDL）と東京ディズニーシー（TDS）の開園・閉園時刻を中心に乗降客が多くなり、日によっては駅のホームや車内が混雑し、入場規制が実施されることもある。JR東日本は2020年3月25日、混雑緩和を目的としてホームを東京方面に約45 m、蘇我・西船橋方面に約55 m延伸させる工事を行い、列車停車位置を変更すると発表した。2022年1月29日から延伸されたホームの運用を開始している。
ウォルト・ディズニー・カンパニーやオリエンタルランド（OLC）との協議で、駅舎の基本デザインをOLCと共同で行い、当駅の駅員の制服はかつてはJR東日本標準の制服と異なる専用のものを採用していたが、後に標準のものに戻されている。また、駅構内の広告はTDRやその公式スポンサーによるTDR関連の広告のみに統一されている。
開業時は改札からホームに通じる階段が2か所、エスカレーターも上り専用が1本ずつであったが、改築後は4か所に増強した。増設部分は2か所ともエスカレーターが3本設置された。また、エレベーターは当初は改札口中央に1台設置だったが、2015年3月には定員30名のものが1台増設された。
売店やトイレもやはり開業時は最低限の数しか用意されておらず、さらに飲食施設も皆無に等しかった。改築後はファーストフード店のベッカーズ（現在はスターバックス）、ドトールコーヒー（現在はベックスコーヒー）、コンビニエンスストア（NewDays）が開業し、トイレは東京寄りのホーム下に変更し増設した。また、TDRに近いことから改札コンコースの天井から吊るされている時計もハートやダイヤなど大きなトランプのマークのフレームに変わり、よりリゾートの玄関口に適した構造になった。南口はTDRとデッキで直結している。

### のりば
| 番線 | 路線     | 方向 | 行先                       |
| ---- | -------- | ---- | -------------------------- |
| 1    | 京葉線   | 下り | 海浜幕張・蘇我方面         |
| 1    | 武蔵野線 | -    | 西船橋・新松戸・南浦和方面 |
| 2    | 京葉線   | 上り | 新木場・東京方面           |

（出典：JR東日本：駅構内図）
- 一時期に特急が一部（午前東京行・夕方東京発）停車していたが、現在は全列車が通過する。
- 混雑緩和のため、上下線で5両分（武蔵野線は7両分）ずれて停車する（電車の停車しない位置には固定柵が設置されている）[報道 5]。構造上はいずれの通路からも両方向の電車を利用できるが、案内では南口改札から見て東京方面は右側、蘇我・武蔵野線方面は左側へ進むように誘導される[7]。

- 駅前ロータリー（2009年1月）
- 南口前通路（2012年2月）
- 南口改札（2021年12月）
- 北口改札（2019年12月）
- ホーム（2019年12月）

### 発車メロディ
開業時から2004年6月13日までは発車ベルを使用していたが、2004年6月14日からはウォルト・ディズニー・カンパニーの許諾の下、近隣施設である東京ディズニーリゾートに因んでディズニー関連の発車メロディを導入した。
通常（2025年6月6日 - ）
| 1 | JE | A Whole New World  |
| 2 | JE | It's A Small World |

#### 過去の発車メロディ
通常（2004年6月14日 - 2025年6月5日）
| 1 | JE | Zip-A-Dee-Doo-Dah  |
| 2 | JE | It's A Small World |

2008年4月15日 - 2009年4月14日
東京ディズニーリゾート開園（東京ディズニーランド開業）25周年を記念して変更。
- 全番線共通「魔法の鍵～The Dream Goes On」（1番線は歌い出し部分、2番線はサビ部分のアレンジ）

2013年4月11日 - 2014年3月21日
東京ディズニーリゾート開園（東京ディズニーランド開業）30周年を記念して変更。
- 全番線共通「Happiness Is Here」（1番線はサビ部分、2番線は歌い出し部分のアレンジ）

2016年1月12日 - 3月18日
東京ディズニーランドのスペシャルイベント「アナとエルサのフローズンファンタジー」開催に合わせ、映画「アナと雪の女王」関連の楽曲に変更。
- 1番線「Let It Go～ありのままで～」
- 2番線「生まれてはじめて」

2016年4月15日 - 2017年3月17日
東京ディズニーシー開業15周年を記念して変更。
- 全番線共通「When Your Heart Makes a Wish」（1番線はサビ部分、2番線はイントロ部分のアレンジ）

2018年4月10日 - 2019年3月25日
東京ディズニーリゾート開園（東京ディズニーランド開業）35周年を記念して変更。
- 全番線共通「Brand New Day」（1番線は歌い出し部分、2番線はサビ部分のアレンジ）

2023年4月15日 - 2024年6月5日
東京ディズニーリゾート開園（東京ディズニーランド開業）40周年を記念して変更。
- 1番線「君の願いが世界を輝かす」（ビリーヴ!～シー・オブ・ドリームス～テーマソング）
- 2番線「リビング・イン・カラー」（東京ディズニーリゾート40周年“ドリームゴーラウンド”テーマソング）

2024年6月6日 - 2025年6月5日
東京ディズニーシーの新テーマポート「ファンタジースプリングス」オープンを記念して変更。
- 1番線「輝く未来」（映画「塔の上のラプンツェル」劇中歌）
- 2番線「Let It Go～ありのままで～」（映画「アナと雪の女王」劇中歌）

## 利用状況
2023年（令和5年）度の1日平均乗車人員は76,156人である。JR東日本の駅で大森駅に次いで第50位。JR東日本発足後に開業した新駅では最多で、かつて運行されていた通勤快速が停車していた八丁堀駅、京葉線の全列車が停車する蘇我駅よりも多い。
東京ディズニーリゾートの最寄り駅であり定期外乗車の割合が高く、2018年度に1日平均乗車人員が8万人を上回った。新型コロナウイルス感染症（COVID-19）の世界的流行に伴い、2020年度は1日平均乗車人員の減少が特に顕著であり、前年比51.3%の減少率を記録した。

### 年度別1日平均乗車人員（1988年 - 2000年）
開業以降の1日平均乗車人員の推移は下表の通りである。
| 年度               | 1日平均乗車人員 | 1日平均乗車人員 | 1日平均乗車人員 | 出典              |
| 年度               | 定期外          | 定期            | 合計            | 出典              |
| ------------------ | --------------- | --------------- | --------------- | ----------------- |
| 1988年（昭和63年） | 8,980           | 4,483           | 13,463          | [ 千葉県統計 1 ]  |
| 1989年（平成元年） | 12,826          | 6,779           | 19,605          | [ 千葉県統計 2 ]  |
| 1990年（平成02年） | 21,540          | 9,614           | 31,154          | [ 千葉県統計 3 ]  |
| 1991年（平成03年） | 22,991          | 10,455          | 33,446          | [ 千葉県統計 4 ]  |
| 1992年（平成04年） | 23,329          | 11,119          | 34,448          | [ 千葉県統計 5 ]  |
| 1993年（平成05年） | 23,696          | 11,359          | 35,055          | [ 千葉県統計 6 ]  |
| 1994年（平成06年） | 22,346          | 11,546          | 33,892          | [ 千葉県統計 7 ]  |
| 1995年（平成07年） | 24,142          | 12,486          | 36,628          | [ 千葉県統計 8 ]  |
| 1996年（平成08年） | 24,479          | 13,469          | 37,948          | [ 千葉県統計 9 ]  |
| 1997年（平成09年） | 23,727          | 13,971          | 37,698          | [ 千葉県統計 10 ] |
| 1998年（平成10年） | 25,089          | 15,197          | 40,286          | [ 千葉県統計 11 ] |
| 1999年（平成11年） | 24,616          | 16,561          | 41,177          | [ 千葉県統計 12 ] |
| 2000年（平成12年） | 29,800          | 19,960          | 49,760          | [ 千葉県統計 13 ] |

### 年度別1日平均乗車人員（2001年以降）
| 年度               | 1日平均乗車人員 | 1日平均乗車人員 | 1日平均乗車人員 | 出典              |
| 年度               | 定期外          | 定期            | 合計            | 出典              |
| ------------------ | --------------- | --------------- | --------------- | ----------------- |
| 2001年（平成13年） | 36,264          | 23,529          | 59,793          | [ 千葉県統計 14 ] |
| 2002年（平成14年） | 36,585          | 23,990          | 60,575          | [ 千葉県統計 15 ] |
| 2003年（平成15年） | 37,660          | 25,152          | 62,812          | [ 千葉県統計 16 ] |
| 2004年（平成16年） | 37,099          | 25,957          | 63,056          | [ 千葉県統計 17 ] |
| 2005年（平成17年） | 36,010          | 26,510          | 62,520          | [ 千葉県統計 18 ] |
| 2006年（平成18年） | 37,333          | 26,781          | 64,114          | [ 千葉県統計 19 ] |
| 2007年（平成19年） | 37,606          | 27,183          | 64,789          | [ 千葉県統計 20 ] |
| 2008年（平成20年） | 40,148          | 28,620          | 68,768          | [ 千葉県統計 21 ] |
| 2009年（平成21年） | 37,751          | 28,751          | 66,502          | [ 千葉県統計 22 ] |
| 2010年（平成22年） | 36,258          | 28,370          | 64,628          | [ 千葉県統計 23 ] |
| 2011年（平成23年） | 36,477          | 27,421          | 63,898          | [ 千葉県統計 24 ] |
| 2012年（平成24年） | 39,871          | 28,880          | 68,751          | [ 千葉県統計 25 ] |
| 2013年（平成25年） | 46,427          | 30,068          | 76,495          | [ 千葉県統計 26 ] |
| 2014年（平成26年） | 47,804          | 29,225          | 77,029          | [ 千葉県統計 27 ] |
| 2015年（平成27年） | 48,193          | 29,275          | 77,469          | [ 千葉県統計 28 ] |
| 2016年（平成28年） | 49,078          | 29,198          | 78,277          | [ 千葉県統計 29 ] |
| 2017年（平成29年） | 49,951          | 29,111          | 79,063          | [ 千葉県統計 30 ] |
| 2018年（平成30年） | 53,364          | 29,793          | 83,157          | [ 千葉県統計 31 ] |
| 2019年（令和元年） | 48,858          | 29,953          | 78,811          | [ 千葉県統計 32 ] |
| 2020年（令和02年） | 17,610          | 20,785          | 38,395          | [ 千葉県統計 33 ] |
| 2021年（令和03年） | 25,024          | 21,790          | 46,815          | [ 千葉県統計 34 ] |
| 2022年（令和04年） | 38,976          | 24,930          | 63,906          |                   |
| 2023年（令和05年） | 48,331          | 27,825          | 76,156          |                   |

1. ↑  2001年9月4日、東京ディズニーシー開園。

## 駅周辺

### 南口

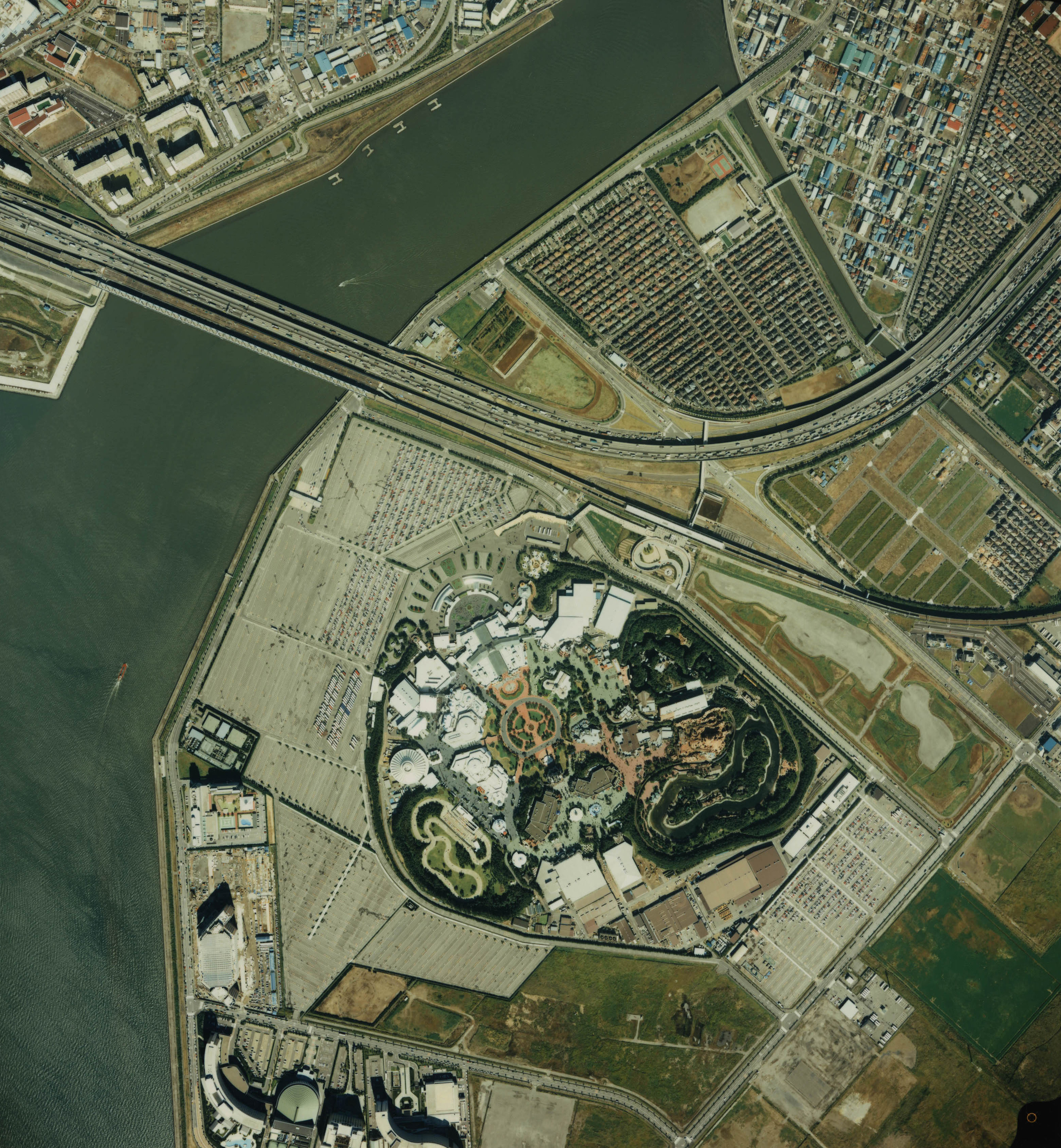
舞浜駅開業翌年の周辺航空写真。

駅南方には東京ディズニーランド(TDL)（徒歩4分）と東京ディズニーシー(TDS)（徒歩20分）をはじめとして東京ディズニーリゾート(TDR)が広がっている。駅前には、東京ディズニーリゾート・ウェルカムセンターがあり、チケット・ホテル関係のサービスが提供されている。そのすぐ南にイクスピアリ（ショッピングセンター）や、オリエンタルランド(OLC) 本社とディズニーリゾートラインのリゾートゲートウェイ・ステーション駅（イクスピアリに隣接し、2階改札前のペデストリアンデッキで連絡）が存在する。また、駅直結のホテルとしてホテルドリームゲート舞浜、ホテルドリームゲート舞浜アネックスが存在する。なお、この2件のホテルは、舞浜駅の混雑緩和工事のため、2020年4月1日から2022年3月31日までの約2年間、営業休止されていた。
東京ディズニーランド入口までの間にボン・ヴォヤージュ が存在する。東京ディズニーシー入口までの間に舞浜アンフィシアターが存在する。

### 北口
駅北方には京葉線と並行して、国道357号、および首都高速湾岸線が位置し、その舞浜入口（東京・横浜方面【西行】入口専用）がある。北口には、浦安市舞浜駅前行政サービスセンターが存在する。住宅地には以下の各学校が存在する。
- 浦安市立舞浜小学校
- 浦安市立見明川小学校
- 浦安市立見明川中学校
- 東海大学付属浦安高等学校・中等部

### その他

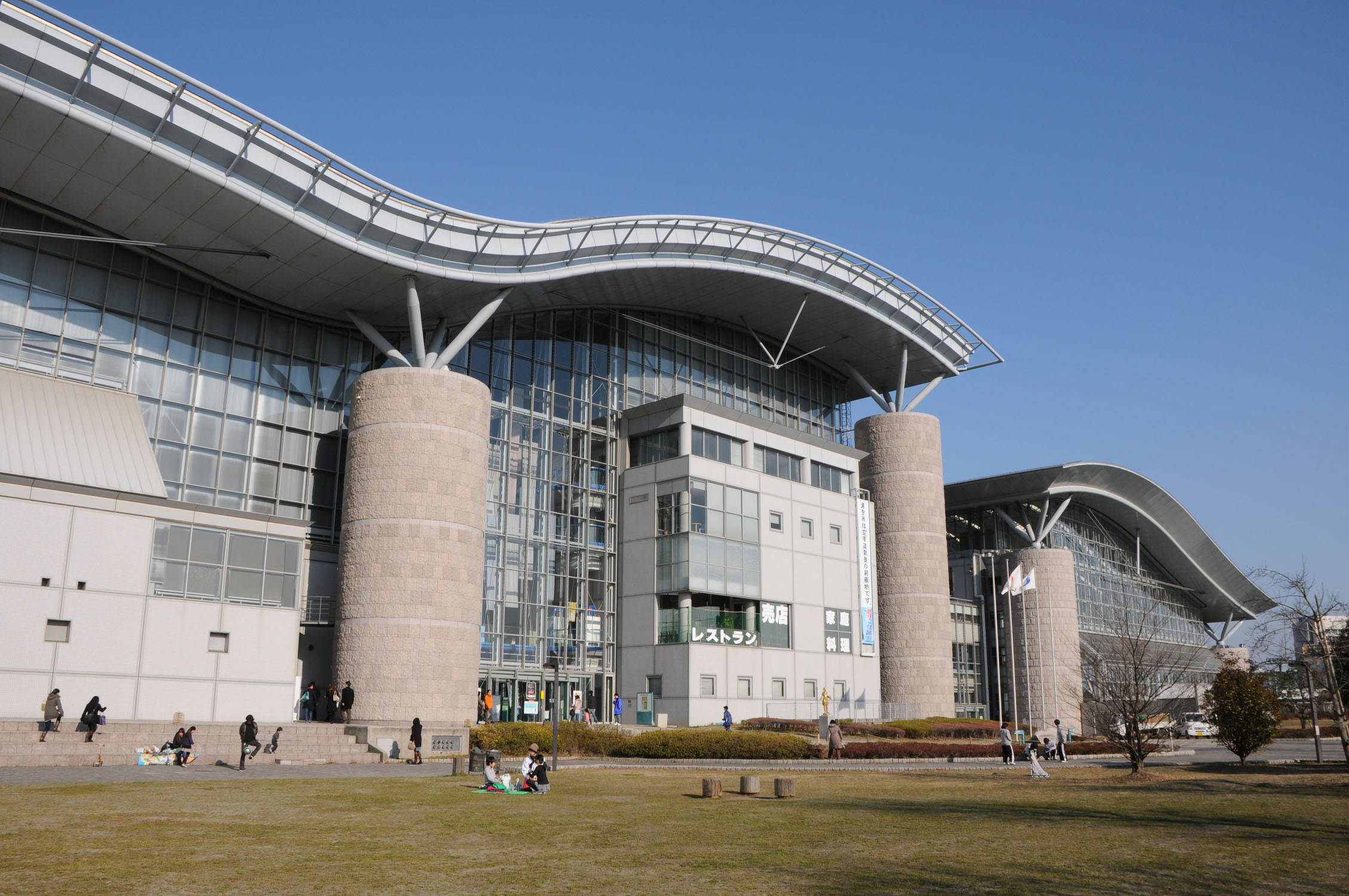
浦安市運動公園総合体育館

以下は、距離からいうと厳密にはディズニーリゾートラインの東京ディズニーシー・ステーション駅が最寄りの施設であるが、ディズニーリゾートラインでは同駅でのTDR外の施設への案内は行っておらず、また、当駅からディズニーリゾートライン経由で東京ディズニーシー・ステーション駅から徒歩・タクシーなどで移動するよりも当駅から路線バス・タクシーなどで移動した方が先着するため、「公式」には舞浜が最寄り駅となっている。
- 浦安市運動公園
  - 浦安市運動公園総合体育館
  - 浦安市運動公園陸上競技場
  - 浦安市運動公園野球場
- 浦安市斎場
- 浦安ヘリポート
- 浦安市クリーンセンター
- 浦安マリーナ

## バス路線
南口ロータリーに「舞浜駅」停留所が設置され、京成バス千葉ウエストの路線が乗り入れる。なお、徒歩5分程の「東京ディズニーランド・バスターミナル」からの路線バス、高速バスの利用も可能である。
| のりば | 運行事業者           | 系統・行先 |
| ------ | -------------------- | --- |
| 1      | 京成バス千葉ウエスト | 系統20：千鳥循環 / 千鳥車庫 |
| 1      | 京成バス千葉ウエスト | 市舞01：市川駅南口（直行便） |
| 2      | 京成バス千葉ウエスト | - 系統6・系統9：浦安駅入口 - 系統37：南行徳駅                                                                                    |
| 3      | 京成バス千葉ウエスト | - 系統2・系統4・系統8：浦安駅入口 - 系統14：新浦安駅 - 系統23：総合公園                                                          |
| 4      | 京成バス千葉ウエスト | - 系統4・系統8：東京ディズニーランド - 系統12・系統26：浦安駅入口 - 系統25：総合公園 / 高洲海浜公園 - 系統37：東京ディズニーシー |
| 5      | 京成バス千葉ウエスト | おさんぽバス舞浜線：新浦安駅 |

このほか、舞浜駅前から、東京ディズニーリゾート・オフィシャルホテルへの無料送迎バス（不定期運行）がある。ディズニーリゾートクルーザーの車両で運行されることもある。

## 隣の駅
東日本旅客鉄道（JR東日本）
 京葉線
■快速
新木場駅 (JE 05) - 舞浜駅 (JE 07) - 新浦安駅  (JE 08)
■各駅停車（武蔵野線直通含む）
葛西臨海公園駅 (JE 06) - 舞浜駅 (JE 07) -  新浦安駅 (JE 08)